# لی رایموند
لی رایموند (انگلیسی: Lee Raymond؛ زاده ۱۳ اوت ۱۹۳۸) یک مدیر عامل اجرایی، و اکسان‌موبیل اهل ایالات متحده آمریکا است.